# (300048) 2006 UC141
(300048) 2006 UC141 es un asteroide perteneciente al cinturón de asteroides, descubierto el 19 de octubre de 2006 por el equipo del Mount Lemmon Survey desde el Observatorio del Monte Lemmon, Arizona, Estados Unidos.

## Designación y nombre
Designado provisionalmente como 2006 UC141.

## Características orbitales
2006 UC141 está situado a una distancia media del Sol de 3,180 ua, pudiendo alejarse hasta 3,411 ua y acercarse hasta 2,950 ua. Su excentricidad es 0,072 y la inclinación orbital 9,420 grados. Emplea 2072,10 días en completar una órbita alrededor del Sol.

## Características físicas
La magnitud absoluta de 2006 UC141 es 16,2.